# Citatna analiza
Citatna analiza je ispitivanje učestalosti, obrazaca i grafova citata u člancima i knjigama. Jedna je od najšire korištenih metoda bibliometrije.

## Citati
Citat je veza koja nastaje prilikom citiranja između jednog dijela ili cijelog rada i drugog dijela ili cijelog rada koji citira. Važno je poznavati razliku između referencije i citata. Referencija je
bibliografska bilješka npr. o radu B koju sadrži rad A, dok rad B sadrži citat iz rada A. Implicitni citati i samocitati su specifične vrste citata.

### Implicitni citati
Implicitni citati su ideje i rezultati koji su postali sastavnim dijelom javnog znanja, na način koji R.K.Merton naziva "potiranje inkorporiranjem" (rezultati istraživanja toliko su dio općeg znanja nekog područja da ih više nije potrebno eksplicitno citirati, naime ne citiraju se izvorne publikacije).

### Samocitati
Samocitati su citati autora u čijim se radovima i citiraju, čija je osnovna zadaća povezivanje prethodnog i sadašnjeg rada zbog moguće preinake, proširenja ili ispravke prethodnih radova. Vrlo se često
samocitati rabe i u svrhu olakšanja uvida u prethodni rad, čime se izbjegavaju metodološka i druga ponavljanja, odnosno ukazuje na kontinuitet znanstvenih istraživanja. Prema nekim izvorima autori znanstvenih članaka češće citiraju svoje radove nego radove bilo kojeg drugog autora. Iako udio samocitata može ovisiti o čimbenicima poput broja autora koji su sudjelovali u pisanju rada ili o ukupnoj publicističkoj produktivnosti autora (više objavljenih radova - više citata), u literaturi nema potvrde o izravnosti tih odnosa. Većina autora slaže se, međutim, da je ovisno o području znanstvenog istraživanja zastupljenost samocitata između 10% i 20%.

## Citatna analiza
Citatna analiza je ispitivanje učestalosti, obrazaca i grafova citata u
člancima i knjigama. Broj citata koje primi neki rad kazuje koliko su puta pojedini znanstvenici smatrali važnim citirati ga u svojim radovima. Time pokazuje svoju uporabnu vrijednost, koja ima, i kvalitativnu konotaciju. Ta dimenzija kvalitete najčešće se opisuje izrazima odjek, značaj, važnost znanstvenog rada. Ti izrazi, međutim, ne govore ništa o naravi rada, o razlozima zbog kojih je rad važan, koristan ili ima odjeka. Jedna je od najšire korištenih metoda bibliometrije.
Automatska citatna analiza je promijenila prirodu istraživanja
dozvoljavajući da milijuni citata budu analizirani za velik opseg
obrazaca. Kocitiranje i bibliografsko udruživanje su specifične vrste
citatne analize.
Brojni su razlozi zašto se neki rad citira. Prema Garfieldu to su, primjerice:
- iskazivanje poštovanja značajnim predhodnicima,
- odavanje priznanja kolegama s istog znanstvenog područja,
- korištenje metodologije, opreme i sl.
- uvid u literaturnu podlogu,
- ispravak vlastitog rada,
- ispravak tuđeg rada,
- kritički osvrt na prethodni rad,
- skretanje pozornosti na rad koji će se tek pojaviti,
- potkrijepljivanje tvrdnji,
- ukazivanje na rad koji nije dovoljno poznat, nije zastupljen u indeksnim publikacijama, ili nije citiran,
- nijekanje ideja ili radova drugih, itd.
- osporavanje prava prvenstva drugih autora.

Citatnu analizu je prvi proveo Eugene Garfield 1955. godine, a pored analize sadržaja, glavna je bibliometrijska metoda.
Citiranost je složen pokazatelj, te se istovremeno može smatrati mjerilom
kvalitete, važnosti, relevantnosti, vidljivosti, utjecaja, radova i
njihovih autora. Višedimenzionalnost citiranosti posljedica je brojnosti
motiva koje jedan autor može imati pri navođenju nekog rada. Među njima,
bez sumnje, može biti i takvih koji predstavljaju manipulaciju citiranjem
kao mjerilom učinka. Odavde brojni pokušaji da se ona, kao odviše gruba
mjera, korigira odnosno rafinira što rezultira citatnom analizom.
Kod citatne analize je potrebno uzimati u obzir pojedine opće značajke znanstvene komunikacije kao što je tip objavljenog rada, “starost”
radova koji se citiraju, izvori u kojima se citirani radovi objavljuju,
itd. Jedna bitna činjenica koju također treba uočiti prilikom citatne
analize jest ta da su pregledni radovi citirani, primjerice, više od
znanstvenih članaka, zbog velikog broja navedenih referencija koje
svjedoče o stanju istraživanja, odnosno dosegnutom stupnju spoznaje
određene pojavnosti, zakonitosti i sl. na nekom znanstvenom području.
Jednako tako metodološki radovi su više citirani nego teorijski ili
empirijski radovi.
U prirodnim znanostima najčešće se citiraju rezultati do kojih se došlo
relativno nedavno. U područjima fizike, kemije, biokemije 60% citata
odnosi na radove objavljene posljednjih pet, a u nekima, primjerice
biokemiji, čak i tri godine, kako Garfield navodi.
Bibliometrijske mjere sličnosti na koje se nalazi prilikom citatne analize
su kocitiranje i bibliografsko udruživanje. Kocitiranje kao mjera
sličnosti dokumenata utvrđuje da dva ili više dokumenata pripadaju istom
klasteru ili grupi na temelju citata koji citiraju druge autore s kojima
je autor pisao druge radove. Bibliografsko udruživanje kao mjera sličnosti
dvaju ili više dokumenata utvrđuje pripadaju li dva ili više dokumenata
istoj grupi ili klasteru na temelju broja sličnih citiranih dokumenata.

U analizi citata posebnu je pozornost potrebno najprije usmjeriti nekim općim značajkama znanstvene komunikacije: tipu objavljenog rada, "starosti" radova koji se citiraju, izvorima u kojima se citirani radovi objavljuju itd., vodeći neprekidno računa o razlikama među pojedinim područjima znanosti.
Pregledni radovi citirani su, primjerice, više od znanstvenih članaka, zbog velikog broja navedenih referencija koje svjedoče o stanju istraživanja, odnosno dosegnutom stupnju spoznaje određene pojavnosti, zakonitosti i sl. na nekom znanstvenom području te zbog velike bibliografske uporabljivosti te vrste radova. Isto tako, metodološki radovi dobivaju neproporcionalno više citata od teorijskih ili empirijskih radova.
Na citiranost utječu i specifična obilježja znanstvenih područja, među kojima treba izdvojiti: prosječan broj referencija po članku, publicistički opseg područja, istraživačku dinamiku, odnose s drugim područjima (interdisciplinarnost) i sl. 

### Glavna područja analize citata
Oslanjajući se na osnovno načelo da “sudbinu” nekog znanstvenog rada
očituje i način na koji je primljen u znanstvenoj zajednici te reakcije
koje u njoj stvara, razvila su se glavna područja analize citata:
- kvalitativna i kvantitativna procjena znanstvenika, znanstvenih ustanova i znanstvenih časopisa (pomoć u oblikovanju i vođenju znanstvene politike),
- istraživanje strukture znanosti, odnosno znanstvenih disciplina (kocitatna analiza),
- istraživanje povijesnog razvoja znanosti i tehnologije,
- pretraživanje informacija.

### Citatna motivacija
Ispitivanje citatne motivacije na uzorku sveučilišnih autora
identificiralo je sedam razloga:
- suvremenost (referencije koje donose novu informaciju),
- negativno priznanje (referencije navedene u svrhu kritike ili ispravka),
- metodološka informacija (referencije u kojima se govori o teoriji ili nekom konceptu),
- uvjeravanje (referencije citirane da bi se uvjerilo recenzente),
- odavanje priznanja u pozitivnom smislu,
- skretanje pozornosti (na nove ili nedovoljno poznate izvore),
- društveni konsenzus (referencije citirane zbog neodređenog zamjećivanja konsenzusa na području istraživanja).

Vinkler je, ispitujući na skupini mađarskih kemičara ne samo motive zbog
kojih se nešto citira, nego i motive zbog kojih se citati izostavljaju, te
motive podijelio u dvije glavne skupine:
- profesionalne motive, vezane za teorijske i praktične aspekte autorova

istraživanja
- neprofesionalne motive, tzv. vezne (engl. connectional) motive, koji se

odnose na autorove osobne citatne veze te druge osobne, društvene i
izvanjske čimbenike.
Profesionalni motivi bili su najvažniji razlog citiranja. Profesionalni
motivi nisu, međutim, bili najvažniji u motivima izostavljanja citata.
Najčešći razlog bila je pretpostavka da su to opće poznate činjenice, koje
su već sastavnim dijelom javnog znanja (implicitni citati).

### Citiranost i kvaliteta nekog rada
Citati govore o stupnju integriranosti rezultata istraživanja nekog autora
u međunarodnu znanstvenu literaturu.
Uporaba citata u procjeni znanstvene uspješnosti neprekidno se raspravlja
u znanstvenom svijetu. Iako postoji pozitivna korelacija između visokog
broja citata i priznatih kvalitativnih pokazatelja kao što je Nobelova
nagrada, različita društvena priznanja i sl. ( Narina i suradnik), ona ne
isključuje da radovi s manjim odjekom publikacije nisu uspješni. Stoga je
potrebno voditi računa o Garfieldovom mišljenju po kojemu se malo toga
može reći samo pogledom na listu citata nekog autora jer te impresije mora
potvrditi recenzija kompetentnih stručnjaka.
U američkim bazama dominiraju američki autori, koji su posebno skloni
citiranju radova nastalih u svojoj zemlji, te da time podižu prosječnu
citiranost američke znanost 30% iznad svjetskog prosjeka. Znanstvenici iz
zemalja u razvoju u jednom su posebno začaranom krugu jer kad im članak i
objave u stranoj zemlji, nisu gotovo uopće citirani. Sklonost autora iz
vodećih znanstvenih zemalja citiranju radova nastalih u vlastitoj zemlji,
utjecaj "nevidljivih kolegija" u kojima nisu ili su rijetko predstavnici
znanstvene periferije i sl. umanjuju još više mogućnost citiranja autora
iz tih malih znanstvenih sredina.

### Visokocitirani rad
Pokazatelj znanstvene uspješnosti pojedinog znanstvenika je rad koji je
citiran barem 25 puta, prema Plompu. Taj broj nije predložen slučajno,
nego se po Plompovim istraživanjima ugrubo podudara s prosječnim brojem
referencija koje imaju znanstveni članci na području prirodnih znanosti i
medicine (radovi indeksirani u SCI tijekom, primjerice, razdoblja
1990. – 1994. imali su prosječno po 24 referencije, što znači da je svaki
indeksirani rad citirao 24 prethodno objavljena rada). Plomp tvrdi da kad
bi citiranje bilo posve slučajan postupak, svaki članak bi bio citiran
otprilike 25 puta tijekom svog aktivnog djelovanja u određenoj znanstvenoj
zajednici. Članke koji su citirani barem 25 puta u časopisima indeksiranim
u SCI, Plomp smatra visokocitiranim člancima.

## Citatne baze
Citatne baze podataka sekundarni su izvori znanstvene i stručne
literature koje uz bibliografski opis dokumenta (članka, knjige i sl.)
donose i popis referenci na koje se autor/autori u tom dokumentu
referiraju. Primarna zadaća citatnih indeksa je da služe kao relevantan
izvor znanstvene literature jer sustav uključivanja časopisa i/ili
dokumenta, publikacija ima ugrađen mehanizam selektivnosti. Uloga
citatnih indeksa kao instrumentarija za bibliometriju i scienciometriju je
prvenstveno u vrednovanju kvalitete znanstvene produktivnosti (članaka,
časopisa i dr.) u kreiranju znanstvene politike te za lakše praćenje
najrecentnijih i najvažnijih publikacija u područjima znanosti.
Najpoznatije citatne baze podataka su:
- 1. Web of Science, izdavač ISI-Thomson-Reuters - najstarija citatna baza podataka koja časopise razvrstava prema tri tematska citatna indeksa:SCI (Science Citation Index) prirodne, tehničke i biomedicinske znanosti; SSCI (Social Science Citation Index) društvene znanosti;A&HCI (Art and Humanities Citation Indeks) humanističke znanosti i umjetnost
- 2. Scopus  - novija citatna baza podataka koja obuhvaća veći broj hrvatskih časopisa.
- 3. Google Scholar također novija baza podataka koja omogućava besplatan pristup bazama.